# Área metropolitana de Tucson
El Área Metropolitana de Tucson es la concentración urbana que comprende la ciudad de Tucson y sus alrededores. Se ubica en el Condado de Pima, Arizona.
Su población según el censo de 2010 es de 980.263 habitantes.
Actualmente, es una de las Zonas Metropolitanas de mayor crecimiento en los Estados Unidos.
La superficie de la mancha urbana es superior a los 1,000 km².

## Conurbaciones del Área Metropolitana de Tucson

### Más de 500,000 habitantes
- Tucson

### Menos de 499,999 habitantes
- Oro Valley
- South Tucson
- Cortaro
- Rillito